# Line Røddik
Line Røddik Hansen (Koppenhága, 1988. január 31. –) Európa-bajnoki ezüstérmes dán női válogatott labdarúgó.

## Pályafutása

### Klubcsapatban
2007-ben került a Brøndbyhez és már első szezonjában a bajnoki cím mellett az Év játékosa címet is kiérdemelte a sárga-kékeknél.
2010-ben a WPS-től érdeklődtek iránta, azonban Røddik Európában folytatta karrierjét és a svéd Tyresöhöz szerződött. A svéd együttessel 2012-ben bajnokságot nyert, valamint Bajnokok Ligája döntőt játszott 2014-ben, melyet a VfL Wolfsburg ellen 4-3 arányban veszítettek el.

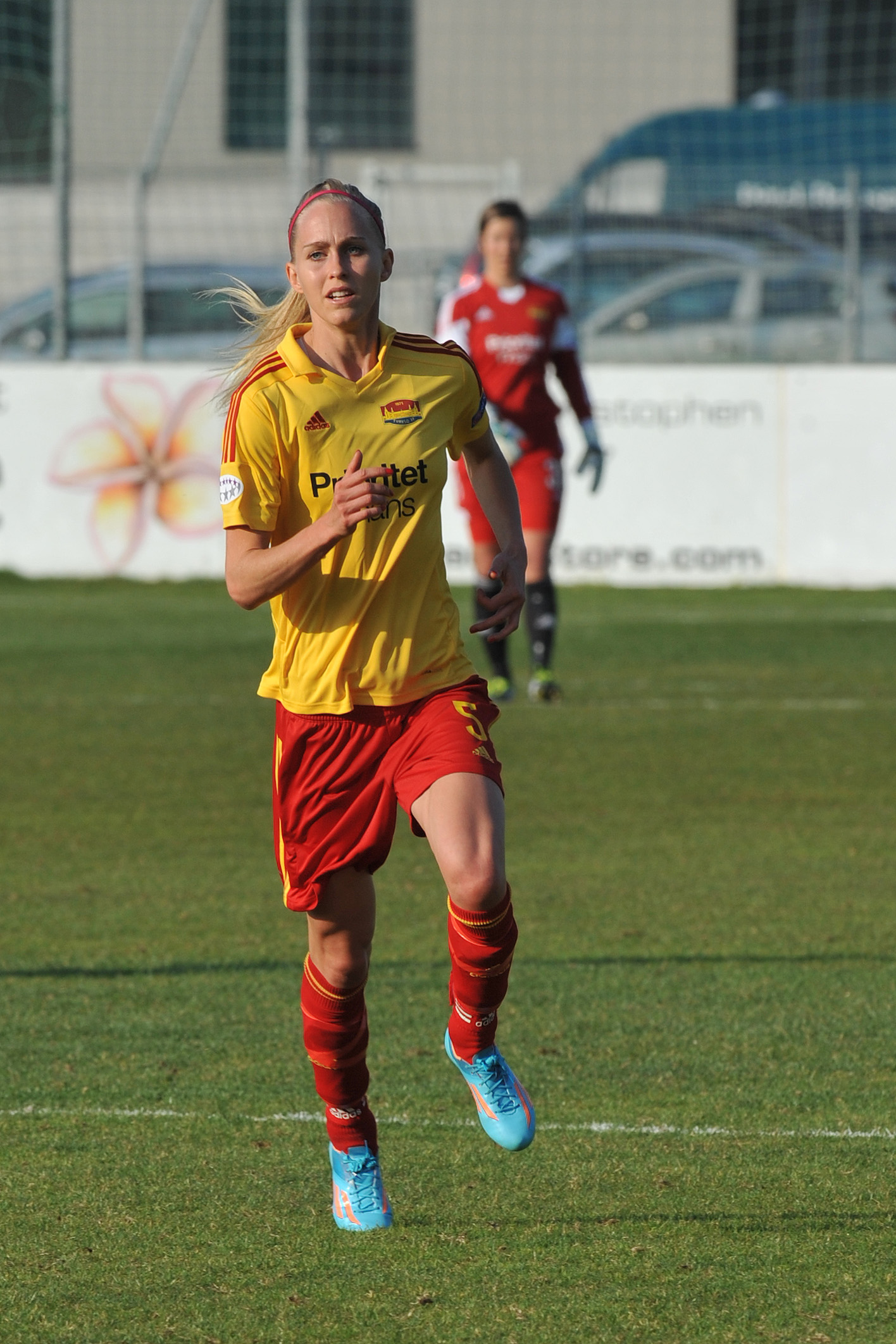
Line Røddik Hansen a Tyresö mezében 2014. március 29-én

A Tyresö anyagi problémái miatt szabadlistára került és következő évében már az FC Rosengård színeiben lépett pályára. Az itt töltött két idénye alatt csapatával két bajnoki címet szerzett.
2016. január 30-án az Olympique Lyon csapatához igazolt. A francia csapat még ebben a szezonban BL-döntőt nyert, azonban mivel a sorozatban már szerepelt a  Rosengård együttesében, nem vehette át a győzelemért járó kitüntetést.
A kevés játéklehetőség miatt végül a Barcelonához igazolt 2016 júliusában, ahol két spanyol kupagyőzelemmel lett gazdagabb.
2018. június 29-én Hollandiába az Ajaxhoz távozott.
Egy szezon után visszatért hazájába és a Nordsjælland gárdájához szerződött.
2020 decemberében közösségi oldalán jelentette be visszavonulását.

### A válogatottban
2006. február 25-én Svájc ellen szerepelt első alkalommal a válogatottban. A 2017-es Európa-bajnokságon ezüstérmet szerzett Dániával.

## Statisztikái
| Sorozat              | Dátum      | Helyszín                        | Ellenfél     | Gól | Eredmény | Forrás |
| -------------------- | ---------- | ------------------------------- | ------------ | --- | -------- | ------ |
| Nemzetközi torna     | 2010–01–19 | Coquimbo                        | Kolumbia     | 1   | 2–2      | [ 10 ] |
| 2011-es vb-selejtező | 2010–04–01 | Mihail Meszhi Stadion, Tbiliszi | Grúzia       | 1   | 0–7      | [ 11 ] |
| 2011-es vb-selejtező | 2010–06–19 | Vejle Stadion, Vejle            | Görögország  | 1   | 7–0      | [ 12 ] |
| 2011-es vb-selejtező | 2010–06–24 | Rugby Park, Kilmarnock          | Skócia       | 1   | 0–1      | [ 13 ] |
| 2013-as Eb-selejtező | 2011–11–23 | Vejle Stadion, Vejle            | Örményország | 2   | 11–0     | [ 14 ] |
| Nemzetközi torna     | 2011–12–11 | São Paulo                       | Olaszország  | 1   | 2–2      | [ 15 ] |
| 2013-as Eb-selejtező | 2012–09–19 | Vejle Stadion, Vejle            | Portugália   | 1   | 2–0      | [ 16 ] |
| Nemzetközi torna     | 2012–12–09 | São Paulo                       | Mexikó       | 1   | 5–0      | [ 17 ] |
| Nemzetközi torna     | 2012–12–16 | São Paulo                       | Brazília     | 1   | 2–1      | [ 18 ] |
| 2015-ös vb-selejtező | 2014–04–10 | Brügglifeld Stadion, Aarau      | Svájc        | 1   | 1–1      | [ 19 ] |
| 2015-ös vb-selejtező | 2014–09–13 | Vejle Stadion, Vejle            | Málta        | 2   | 8–0      | [ 20 ] |

## Sikerei, díjai

### Klubcsapatokban
Dán bajnok (2):
- Brøndby IF (2): 2006-07, 2007-08

 Dán kupagyőztes (1):
- Brøndby IF (1): 2006-07

 Svéd bajnok (3):
- Tyresö FF (1): 2012
- FC Rosengård (2): 2014, 2015

 Francia bajnok (1):
- Olympique Lyon (1): 2015-16

 Spanyol kupagyőztes (2):
- Barcelona (2): 2017, 2018

### A válogatottban
Dánia
- Európa-bajnoki ezüstérmes: 2017

### Egyéni
- Az év játékosa (1): 2010